# 本行寺 (高槻市)
本行寺（ほんぎょうじ）は大阪府高槻市にある日蓮宗の仏教寺院。山号は常智山。本尊は題目宝塔、釈迦多宝二仏。旧本山は、京都本満寺。

## 歴史
創建年月は不詳だが、この地より2kmほど北にある大蔵司村付近の丘陵に、文武天皇の時代の豪族の氏寺として創建されたとされる岡本寺という寺があったと伝えられており、その寺跡に日蓮宗に属する寺院として創建されたという。当初は本照寺という寺名であった。
戦国時代になり、三好元長、細川晴元の崇敬が厚く隆盛を極めたと伝えられるが、法華一揆とそれに続く天文法華の乱により堂宇は焼け落ち焦土となった。その後三好長慶により毘沙門堂として再興されるものの、高山右近の時代に諸堂宇は焼き討ちされ、日蓮聖人像（祖師像）のみが住職により備前国（岡山県）に逃れたとされている。その後高槻に復帰がかなうものの、創建の地への復帰、元の寺号の呼称が許されず、慶長元年（1596年）に、後に久遠寺の第二十世法主となる一如院日重上人の手により現在の地に再建され、そのときに寺号を常智山本行寺と改めた。
慶安4年（1651年）に、高槻城主の永井直清が平癒祈願をし、見事かなったことから本堂を建立し、それ以来高槻城主の祈願所となり、「病を除く寺」として有名になったとされる。現在境内には、本堂のほか、妙見堂、大黒殿、客殿、鐘楼などがある。この寺の山門は高槻城にあった門が移築されたもので、本瓦茸の高麗門といった様式になっている。

## 周辺情報
本行寺の建っている地は高槻城の鬼門に当たる位置にあるため寺院が多く、近くには、光松寺、理安寺といった寺があり、少し離れたところには高槻城主だった永井家を祀る永井神社を境内社にしている野見神社が建っている。
- 思案石

本行寺の近くの歩道には、いわくつきの謎の石があり、歩道の真ん中に鎮座して黄色く塗られたこの石は、通称「思案石」と呼ばれている。名前の由来は、高槻城のお堀へ身を投げて死のうとした人たちが、死ぬ間際にこの石に座って、いろいろと思案したことにあるとされる。この石を撤去しようとしたところ怪我人が続出したなどと言われており、取り除かれずにそのままにされているとされる。黄色い色については、歩道の真ん中にあることからつまずく人が絶えず、市職員が目立つように色を塗ったようである。なお、思案石は2012年3月8日に撤去されており、現在は同市城内町の『しろあと歴史館』に移され、文化財として展示されている。

## 所在地・交通アクセス
- 〒569-0078 大阪府高槻市大手町2-43
- JR高槻駅より徒歩15分
- 阪急高槻市駅より徒歩5分